# Auf der Hardt (Naturschutzgebiet)
Koordinaten: 50° 28′ 44″ N, 7° 28′ 7″ O
Das Naturschutzgebiet Auf der Hardt liegt auf dem Gebiet der Stadt Neuwied im Landkreis Neuwied in Rheinland-Pfalz. Das 35,4 ha große Gebiet, das im Jahr 1997 unter Naturschutz gestellt wurde, erstreckt sich zwischen den Neuwieder Stadtteilen Altwied und Segendorf, zwischen der Wied im Norden und Osten und dem Moorbach im Süden.